# Ramón Enríquez
Ramón Enríquez, aussi appelé plus simplement Ramón, né le 19 avril 2001 à Órgiva en Espagne, est un footballeur espagnol qui évolue au poste de milieu central au Málaga CF.

## Biographie

### En club
Né à Órgiva en Espagne, Ramón Enríquez est formé par le Málaga CF. Le 17 avril 2019 il prolonge son contrat jusqu'en 2022 avec son club formateur. Il joue son premier match en professionnel le 17 août 2019 lors de la première journée de la saison 2019-2020 de deuxième division espagnole face au Racing de Santander. Il entre en jeu et son équipe s'impose par un but à zéro.
Le 19 septembre 2020, Ramón Enríquez inscrit son premier but en professionnel d'une frappe lointaine face au CD Castellón. Ce but est le seul du match et permet donc à son équipe de l'emporter. Il inscrit son deuxième but le 1er décembre 2020 face au CF Fuenlabrada, en championnat. Il contribue ainsi à la victoire de son équipe par deux buts à zéro. Deux jours plus tard, Ramón Enríquez prolonge son contrat jusqu'en 2024 avec le Málaga CF.

### En sélection
Ramón Enríquez représente l'équipe d'Espagne des moins de 18 ans, avec laquelle il participe à deux matchs et inscrit un but en 2018. Ce but est inscrit face à la Chine, il contribue ainsi au succès de son équipe par deux buts à zéro.
Ramón Enríquez est appelé pour la première fois avec l'équipe d'Espagne des moins de 19 ans en 2019. Il compte quatre matchs avec cette sélection, obtenant sa première cape le 8 octobre 2019 contre la Lituanie, où il entre en jeu (2-0 pour l'Espagne score final). Il est sélectionné jusqu'en février 2020.